# Роајан
Роајан (фр. Royan) град је у јужној Француској у региону Поату-Шарант, у департману Приморски Шарант. Налази се 65 километара југоисточно од Ла Рошела.
По подацима из 2005. године број становника у месту је био 18 100, а густина насељености је износила 938 становника/km².

## Географија

### Клима
| Клима (Роајан)             | Клима (Роајан) | Клима (Роајан) | Клима (Роајан) | Клима (Роајан) | Клима (Роајан) | Клима (Роајан) | Клима (Роајан) | Клима (Роајан) | Клима (Роајан) | Клима (Роајан) | Клима (Роајан) | Клима (Роајан) | Клима (Роајан) |
| Показатељ \ Месец          | .Јан.          | .Феб.          | .Мар.          | .Апр.          | .Мај.          | .Јун.          | .Јул.          | .Авг.          | .Сеп.          | .Окт.          | .Нов.          | .Дец.          | .Год.          |
| -------------------------- | -------------- | -------------- | -------------- | -------------- | -------------- | -------------- | -------------- | -------------- | -------------- | -------------- | -------------- | -------------- | -------------- |
| Средњи максимум, °C (°F)   | 8,5 (47,3)     | 9,9 (49,8)     | 12,1 (53,8)    | 14,7 (58,5)    | 17,9 (64,2)    | 21,3 (70,3)    | 23,8 (74,8)    | 23,5 (74,3)    | 21,8 (71,2)    | 18,0 (64,4)    | 12,6 (54,7)    | 9,2 (48,6)     | 16,1 (61)      |
| Просек, °C (°F)            | 5,9 (42,6)     | 6,9 (44,4)     | 8,7 (47,7)     | 11,1 (52)      | 14,3 (57,7)    | 17,5 (63,5)    | 19,8 (67,6)    | 19,6 (67,3)    | 17,8 (64)      | 14,2 (57,6)    | 9,4 (48,9)     | 6,6 (43,9)     | 12,7 (54,9)    |
| Средњи минимум, °C (°F)    | 3,4 (38,1)     | 2,8 (37)       | 5,4 (41,7)     | 7,4 (45,3)     | 10,7 (51,3)    | 13,7 (56,7)    | 15,8 (60,4)    | 15,7 (60,3)    | 13,7 (56,7)    | 10,5 (50,9)    | 6,3 (43,3)     | 3,9 (39)       | 9,2 (48,6)     |
| Количина падавина, mm (in) | 82,5 (32,48)   | 66,1 (26,02)   | 57,0 (22,44)   | 52,7 (20,75)   | 61,1 (24,06)   | 42,9 (16,89)   | 35,1 (13,82)   | 46,4 (18,27)   | 56,5 (22,24)   | 81,6 (32,13)   | 91,8 (36,14)   | 81,8 (32,2)    | 755,3 (297,36) |
| [ тражи се извор ]         |                |                |                |                |                |                |                |                |                |                |                |                |                |

## Демографија
| 1962.  | 1968.  | 1975.  | 1982.  | 1990.  | 1999.  | 2011.  |
| ------ | ------ | ------ | ------ | ------ | ------ | ------ |
| 16.521 | 17.292 | 18.062 | 17.540 | 16.837 | 17.102 | 17.875 |

## Партнерски градови
- Балинген
- Госпорт
- Нафплио
- Annapolis Royal